# Pastora Imperio

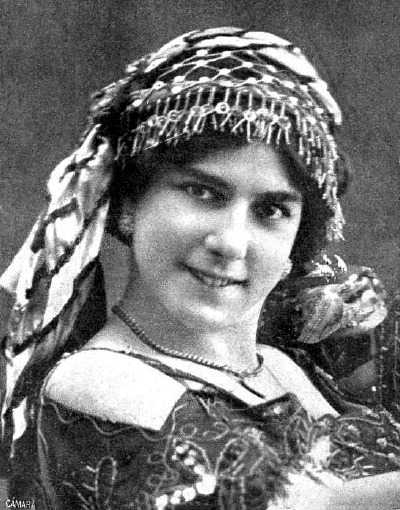
Pastora Imperio im Juni 1914

Pastora Imperio, eigentlich Pastora Rojas Monje (* um 1887 in Sevilla; † 14. September 1979 in Madrid), war eine spanische Flamenco-Tänzerin und Sängerin.

## Leben

### Kindheit und Jugend
Die Angaben zu ihrem Geburtsdatum sind widersprüchlich. José Luis Navarro García nennt den 13. April 1885, verschiedene Quellen im Internet nennen 1889, die Biografie von María Estévez und Héctor Dona nennt den 13. April 1987, und VIAF nennt ebenfalls dieses Datum sowie 1888 und 1889 als mögliche Geburtsjahre. Fest steht, dass sie in Sevilla als Tochter von Víctor Rojas geboren wurde, einem angesehenen Schneider von Torero-Kostümen, und von Rosario Monje, besser bekannt unter dem Künstlernamen La Mejorana, Flamenco-Tänzerin und Star in der Epoche der Cafés cantantes. Als Pastora geboren wurde, hatte die Mutter sich allerdings schon von den Flamenco-Bühnen verabschiedet.
Nach einigen Jahren zog die Familie nach Madrid um. Dort erhielt Pastora ihre erste formale Tanzausbildung in der Akademie von Isabel Santos. 1901 hatte sie ihren ersten professionellen Auftritt im Varietétheater Salón Japonés in Madrid, gemeinsam mit einer anderen Jugendlichen, Mariquita la Roteña. Das Paar trat unter dem Namen Hermanas Imperio auf. Pastora tanzte, sang und rezitierte. 1902 wechselte sie zum Salón Actualidades, wo man ihr ein besser bezahltes Engagement angeboten hatte. Dort lernte sie einige der damals bekanntesten Flamenco-Künstlerinnen kennen: Amalia Molina, La Argentinita, La Oterito, La Fornarina und La Chelito. Sie tanzte die Farruca und den Garrotín und machte mit ihrem Vortrag das Couplet ¡Luis! populär.

### Tourneen, Ruhm, und eine kurze Ehe

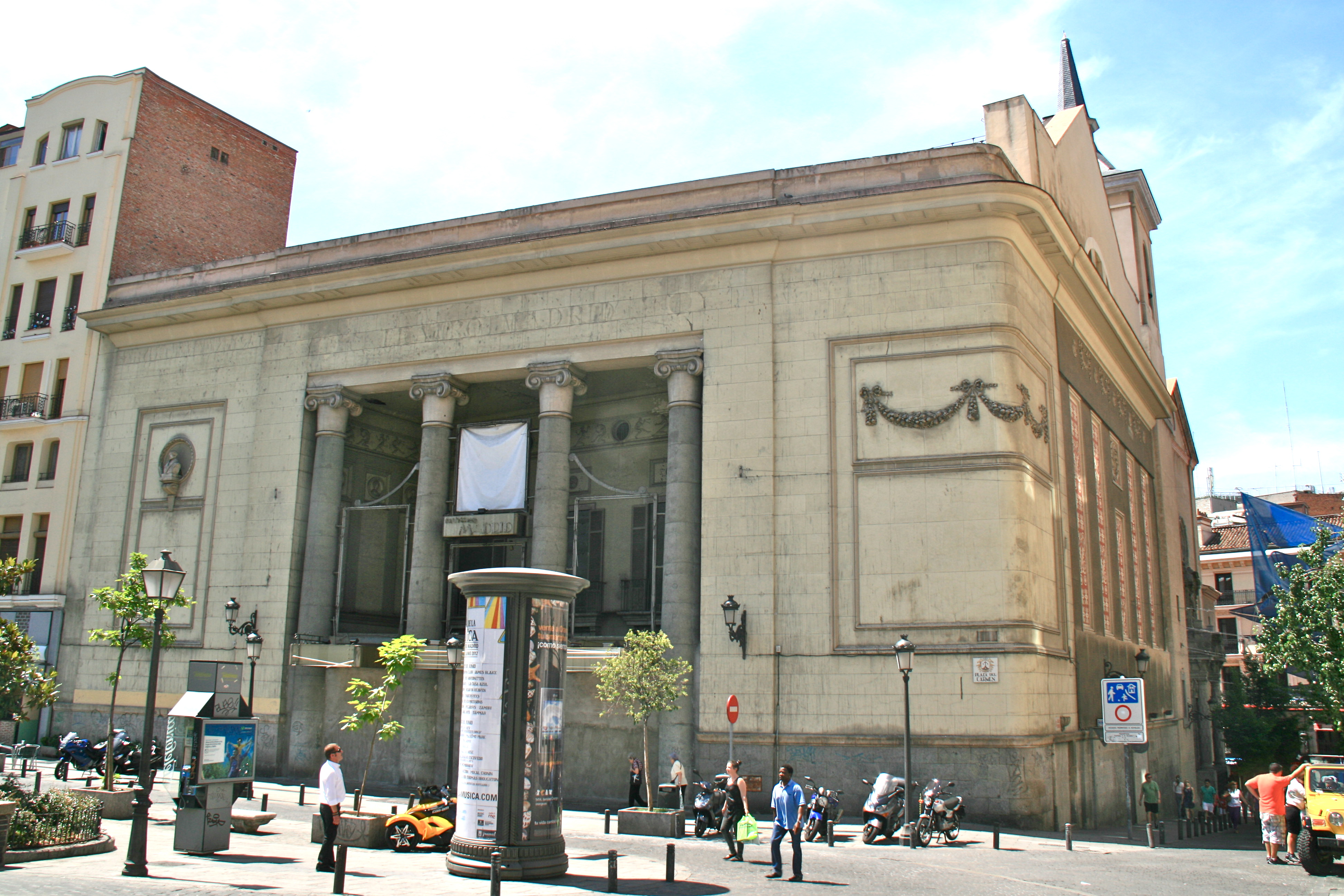
Der ehemalige Gran Kursaal in Madrid (heute Cine Madrid)

1906 wurde sie für das Programm des Gran Kursaal engagiert. Anschließend unternahm sie ihre erste Tournee nach Sevilla, Barcelona, Málaga und Córdoba. Sie trat unter dem Künstlernamen La Bella Imperio auf und tanzte hauptsächlich Tangos.
1909 verließ sie Spanien für eine Tournee nach Amerika. Ihren ersten Auftritt hatte sie in Havanna. Von dort ging es weiter nach Mexiko-Stadt. Dort lernte sie den Torero Rafael Gómez Ortega, genannt El Gallo, kennen, der um sie warb. Sie kehrte jedoch nach Spanien zurück und nahm ein Engagement im Salón Novedades in Málaga an. Der Kritiker der Zeitung Unión Mercantil schrieb über ihre Auftritte:

«Tratase de una bailarina notabilísima; la mejor que hemos podido admirar en su género, con méritos reconocidos, inesperados, puesto que ninguna otra ha hecho revivir como ella, el verdadero arte andaluz, relegado al olvido por extranjeras danzas, exóticas y poco duraderas innovaciones.
Su triunfo fue colosal: la farruca, el garrotín y los tangos con que exhibió su cuerpo gallardo, en graciosas ondulaciones, fueron calurosamente aplaudidos en una interminable ovación.»

„Es handelt sich um eine höchst bemerkenswerte Tänzerin; das Beste, was wir in ihrem Genre bewundern konnten, ganz offensichtlich von hohem Rang, jedoch unerwartet, denn keine andere hat wie sie die wahre andalusische Kunst zum Leben erweckt, die durch ausländische Tänze, exotische und wenig nachhaltige Innovationen in Vergessenheit geraten ist.
Ihr Triumph war kolossal: Die Farruca, der Garrotín und die Tangos, die sie mit ihrem graziösen Körper in anmutigen Windungen präsentierte, wurden in einer schier endlosen Ovation mit warmem Applaus gefeiert.“

Nach wenigen Tagen gab sie jedoch das Engagement im Salón Novedades auf, um auf anderen Bühnen aufzutreten.
Im Februar 1911 heiratete sie Rafael Gómez Ortega. Die Ehe hielt jedoch nur wenige Monate. Die Trennung war ein großes Thema in der Presse, da beide zu den Prominenten ihrer Zeit zählten. Danach stand sie Modell für den Maler Julio Romero de Torres. Die formale Scheidung fand erst Jahre später, 1934, statt.

### El amor brujo
Im März 1912 kehrte Pastora Imperio auf die Bühne zurück. Sie trat zuerst in Sevilla auf, dann in Madrid, schließlich in Málaga. Die Reaktionen der Kritik waren ähnlich euphorisch wie zuvor. Bis 1914 trat sie vorwiegend in Madrid auf. Mit ihrem Gesang machte sie unter anderem das Couplet ¡Viva Madrid! bekannt. Anschließend tourte sie nach Paris, nach Havanna, Mexiko, Buenos Aires, Santiago de Chile, und erneut nach Sevilla, Madrid und Barcelona zu Auftritten auf den großen Bühnen dieser Städte.
1915 hatte sie im Film La Danza fatal unter der Regie von José de Togores ihren ersten Auftritt auf der Kinoleinwand und war somit die erste Flamencokünstlerin der Filmgeschichte. Außerdem war es das Jahr der Premiere von El amor brujo im madrilenischen Theater El Lara. Manuel de Falla hatte das Stück eigens ihr gewidmet, war trotzdem nicht begeistert, als sie einige Tänze daraus in ihr Repertoire aufnahm. Sie ließ sich von dessen kühler Reaktion jedoch nicht davon abhalten.

### Filme und Musicals

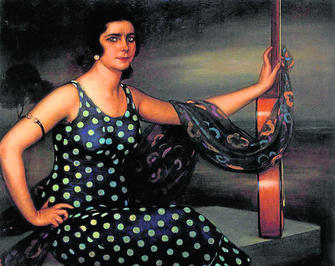
Pastora Imperio 1922, Gemälde von Julio Romero de Torres

1917 erschien ein weiterer Kinofilm, in dem sie mitwirkte, Gitana cañí, unter der Regie von Victor Rojas. Ab 1917 spielte sie immer wieder in Komödien und Musicals, die speziell für sie geschrieben waren. Das erste dieser Stücke war La historia de Sevilla im El Lara. Des Weiteren kamen zur Aufführung:
- 1918 Zinela Cayi (fantasía gitana) zur Musik von Candido Larruga und dem Libretto von Juan Antonio Cavestany[22];
- La cruz de mayo von Salvador Valverde;
- Soy la cigarrera und La violetera von José Padilla;
- Enseñanza libre;
- Zuletzt 1958 Te espero en el Eslava unter der Regie von Luis Escobar.[23]

Weitere Filme, in denen sie mitspielte, waren in späteren Jahren:
- 1939 María de la O, Regie Francisco Elías (mit Antonio Moreno)[24] und La marquesona, Regie Eusebio Fernández Ardavín[25]
- 1943 Canelita en rama, Regie Eduardo García Maroto[26][27]
- 1949 El amor brujo, Regie Antonio Román[28]
- 1954 Estoy tan enamorada, in Mexiko gedreht unter der Regie von Jaime Salvador[29]
- 1958 Pan, amor y … Andalucía unter der Regie von Javier Setó[30]
- 1959 Duelo en la cañada unter der Regie von Manuel Mur Oti[31]

### 1917–1942

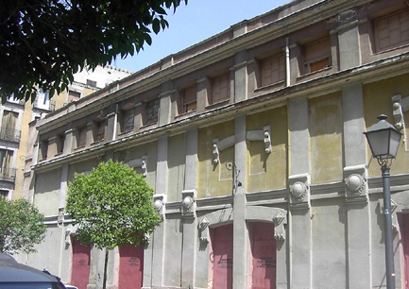
Das ehemalige Teatro Maravillas in Madrid

1917 hatte sie anlässlich einer Benefizveranstaltung für das Rote Kreuz einen Auftritt vor der spanischen Königsfamilie. Sie gehörte nun zu den populärsten Show-Künstlerinnen ihrer Zeit. Als jedoch 1922 ihre Mutter starb, kündigte sie ihren Rückzug von den großen Auftritten und Tourneen an. Sie betreute ihre kleine Tochter Rosario und trat nur noch im Teatro Maravillas in Madrid auf. Es wird vermutet, dass die Tochter aus einer Liebschaft mit Fernando de Borbón hervorging, einem Cousin des spanischen Königs Alfons XIII.
Lediglich 1924 hatte sie gemeinsam mit La Niña de los Peines, La Marchena und Antonio Chacón einen Auftritt in Valencia vor dem italienischen Königspaar anlässlich von deren Besuch in Spanien.
Ihr Rückzug war jedoch nicht von Dauer. 1930 präsentierte sie sich erneut in einer großen Flamenco-Show in Málaga, gemeinsam mit La Macarrona. Nach einer weiteren Pause hatte sie 1934 einen großen Auftritt in Madrid. Sie präsentierte dort unter anderem den autobiografischen Paso Doble Retrato lírico, den Álvaro Retana und José Casanova zu diesem Anlass geschrieben hatten. Im Teatro Español trat sie gemeinsam mit La Argentina, Vicente Escudero und Miguel de Molina in einer Neuinszenierung von El amor brujo auf.
Auch in Málaga trat sie in diesem Jahr wieder auf. Erneut wurde sie von der Kritik überschwänglich gefeiert. Ihr Selbstbewusstsein entsprach diesem Ruhm. Sie sang über sich selbst:
Con la mirada muy alta

y andares de emperaora

siempre el orgullo de España

¡Soy Pastora!
Mit hohem Blick

dem Gang einer Kaiserin

stets der Stolz Spaniens.

Das bin ich, Pastora!

### Die späteren Jahre
1942 eröffnete Pastora Imperio gemeinsam mit ihrem Schwiegersohn Rafael Vega, genannt El Gitanillo de Triana, ein Lebensmittelgeschäft namens La Capitana außerhalb von Madrid. Sie zog sich nun tatsächlich von den Bühnen zurück, mit Ausnahme der oben erwähnten Filmrollen und mit Ausnahme sporadischer Auftritte, beispielsweise einem Auftritt 1946 in einer Aufführung der Kompanie von Pilar López und 1956 bei der Eröffnung des Tablao Corral de la Morería in Madrid.
1958 eröffnete sie gemeinsam mit Rafael Vega das Tablao El Duende in Madrid. Weitere Tablaos eröffneten und betrieben sie in Marbella und in Biarritz.
Pastora Rojas Monje starb am 14. September 1979 in Madrid an einem Herzleiden.

## Rezeption

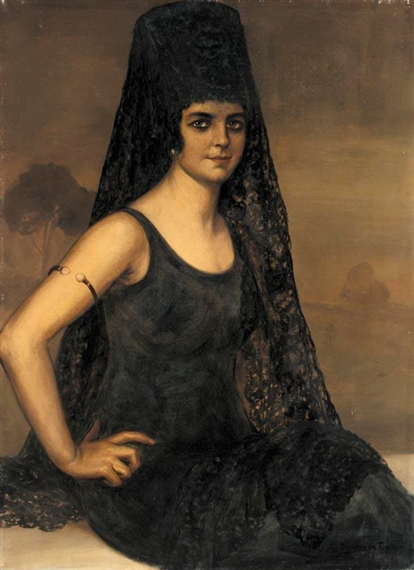
Pastora Imperio 1913, Gemälde von Julio Romero de Torres

José Luis Navarro García hebt hervor, dass ihre Kunst zum Besten gehöre, was in der Epoche der Cafés cantantes dargeboten worden sei. Später, ab den 1920er Jahren, trug sie mit ihrer Mischung von Flamenco und Couplet-Gesängen dazu bei, dass die theatralische Ópera flamenca die Bühnen und Stadien eroberte.
Pastora Imperio hatte maßgeblichen Einfluss auf das Schaffen von Manuel de Falla. Es ist fraglich, ob El amor brujo ohne ihre Mitwirkung überhaupt entstanden wäre. Manuel de Falla selbst sagte, in den drei Monaten, in denen Pastora und ihre Mutter fast täglich bei ihm gewesen seien und mit Gesang und Rezitationen mitgewirkt hätten, habe er einige der glücklichsten Momente seines Lebens erlebt. Jacinto Benavente schrieb über ihre Wirkung:

«Esta niña vale un imperio»

„Dieses Mädchen ist ein Imperium wert“

Navarro García bezeichnete sie als „Muse der Künstler“. Ramón Díaz Mirete widmete ihr folgende Verse:
Pastora, ave cautiva que el infinito añora.

Pastora, llanto, penas, esfinge evocadora

De sufrimientos hondos.

Pastora, melodía,

Palillos, ritmo, gracia, serenidad;

Bravura, sangre, fuego.

Pastora, ¡Andalucía!
Pastora, gefangener Vogel, nach dem sich die Unendlichkeit sehnt.

Pastora, Weinen, Trauer, Leiden, Sphinx

die tiefes Leid beschwört.

Pastora, Melodie,

Kastagnetten, Rhythmus, Anmut, Gleichmut;

Tapferkeit, Blut, Feuer.

Pastora: Andalusien!
Von den vielen schwärmerischen Gedichten, die ihr gewidmet wurden, sei noch das folgende zitiert, verfasst vom Journalisten und Dichter Eduardo Marquina:
A la Imperio

Cuando tú naciste

El sol se eclipsó,

y es que al ver tus ojillos diría:

– ¡Aquí sobro yo!

Al ver tus ojos tan dulces

y tan bonitos, gitana,

me digo: ¿Cómo es posible

que hagan daño tus miradas?

Son tus ojitos, gitana,

como los rayos del sol;

si los cierras siente frío,

y si los abres calor.
An die Imperio

Als du geboren wurdest.

verfinsterte sich die Sonne,

und sehe ich deine Äuglein, möchte ich sagen:

- Hier bin ich überflüssig!

Seh ich deine Augen,

so süß und schön, Gitana.

sage ich mir: Wie kann es sein,

dass deine Blicke verletzen?

Deine Augen, Gitana,

sind wie die Strahlen der Sonne;

wenn du sie schließt, fühlt es sich kalt an,

wenn du sie öffnest, warm.
Eine besondere Faszination ging von ihren grünen Augen aus. Ramón Pérez de Ayala schrieb über sie:

«Todo era furor y vértigo; pero al propio tiempo, todo era acompasado y medido. Y había en el centro de aquella vorágine de movimiento un a modo de eje estático, apoyado en do puntas de fascinación, en dos piedras preciosas, en dos enormes y encendidas esmeraldas; los ojos de la bailarina.»

„Alles war Raserei und Taumel; aber gleichzeitig war alles maßvoll und kontrolliert. Und im Zentrum dieser wirbelnden Bewegung lag eine Art statische Achse, auf zwei faszinierenden Punkten ruhend, zwei Edelsteinen, zwei riesigen und feurigen Smaragden: den Augen der Tänzerin.“